# 大分市立野津原中部小学校
大分市立野津原中部小学校（おおいたしりつ のつはるちゅうぶしょうがっこう）は、かつて大分県大分市にあった公立小学校である。

## 概要
大分市の南西部に位置する野津原地区（旧野津原町）の中央部にあった小学校である。
本校、大分市立野津原東部小学校及び大分市立野津原西部小学校を統合し、野津原東部小学校の校地に2018年（平成30年）4月1日に統合校の大分市立野津原小学校が開設されるため、同年3月に閉校した。本校の卒業生の総数は2,593人である。

## 沿革
- 1875年（明治8年）3月 - 矢野原学校創立[5]。
- 1887年（明治20年）1月 - 矢野原簡易学校に改称。
- 1889年（明治22年）10月 - 矢野原尋常小学校に改称。
- 1893年（明治26年）6月 - 今畑簡易学校を矢野原尋常小学校分教場に改称。
- 1906年（明治39年）4月 - 矢野原尋常高等小学校に改称。
- 1908年（明治41年）4月 - 大分郡諏訪尋常高等小学校に改称。
- 1909年（明治42年）5月 - 二階建校舎落成。
- 1919年（大正8年）5月 - 今畑分教場落成。
- 1929年（昭和4年）5月 - 新校舎増築落成。
- 1941年（昭和16年）4月 - 野津原村立中部国民学校に改称。
- 1943年（昭和18年）3月 - 講堂落成式挙行。
- 1947年（昭和22年）4月 - 野津原村立中部小学校に改称。
- 1951年（昭和26年）5月 - 本館落成。
- 1952年（昭和27年）9月 - 図書館開設。
- 1952年（昭和27年）10月 - 今畑分校落成。
- 1954年（昭和29年）5月 - 西校舎落成 。
- 1959年（昭和34年）2月 - 町制施行に伴い野津原町立中部小学校に改称。
- 1963年（昭和38年）9月 - 運動場西側拡張。
- 1966年（昭和41年）2月 - 北校舎落成。
- 1966年（昭和41年）3月 - 運動場拡張。
- 1972年（昭和47年）3月 - 今畑分校廃校。
- 1975年（昭和50年）3月 - 屋内体育館落成式。
- 1978年（昭和53年）6月 - プール落成。
- 1982年（昭和57年）5月 - 校舎改築落成。
- 1993年（平成5年）3月 - 相撲場完成。
- 2005年（平成17年）1月 - 野津原町の大分市編入に伴い大分市立野津原中部小学校に改称。
- 2018年（平成30年）3月25日 - 閉校式挙行[1][4]。
- 2018年（平成30年）3月31日 - 閉校[1]。

## 通学区域
- 大字入蔵（日方羽原）、大字太田、大字沢田、大字下原（太田、長尾台、原村）、大字竹矢、大字辻原（岡倉）、大字福宗（福宗二の本福宗）[6]
全域が大分市立野津原中学校の通学区域であった。